# Für alle Fälle Fitz
Für alle Fälle Fitz (Originaltitel: Cracker) ist eine britische Krimiserie von Jimmy McGovern, die von 1993 bis 1995 von Granada Television für den Sender ITV produziert wurde. Ab 1996 wurde die Synchronfassung vom ZDF ausgestrahlt, bei der Erstausstrahlung teilweise in gekürzten Fassungen.

## Entstehung
Die in Manchester angesiedelte Serie handelt von dem Kriminalpsychologen Dr. Eddie „Fitz“ Fitzgerald, welcher als sogenannter Profiler der Mordkommission bei der Aufklärung von komplizierten Fällen hilft. Im englischen Polizeijargon wird ein Kriminalpsychologe „cracker“ genannt (von to crack – aufbrechen, knacken), daher der Originaltitel „Cracker“. Der adipöse, depressive, trinkende und spielsüchtige Kettenraucher Fitz, der sich in die Abgründe der Psyche von Mördern vertieft und durch seine unkonventionellen Methoden bei seinen Vorgesetzten aneckt, wurde zur Paraderolle für Robbie Coltrane. Für seine schauspielerische Leistung wurde er dreimal mit dem British Academy Television Award ausgezeichnet.
Zahlreiche britische Darsteller, darunter Robert Carlyle, Geraldine Somerville, Kieran O’Brien, Liam Cunningham, Samantha Morton, John Simm und Christopher Eccleston, schafften mit dieser Serie ihren Durchbruch.
1996 und 2006 wurden im Auftrag von ITV noch zwei weitere Episoden der Serie gedreht. Sie waren in Großbritannien weniger erfolgreich als die ursprünglichen britischen Folgen.
Die US-amerikanische Neuverfilmung (1997–1998) mit Robert Pastorelli, die in Deutschland unter dem Namen Immer wieder Fitz ausgestrahlt wurde, konnte sich beim Publikum nicht durchsetzen und wurde kein kommerzieller Erfolg. Im deutschen Fernsehen wurde die von Sat.1 ausgestrahlte US-Version aufgrund schlechter Einschaltquoten schon nach wenigen Folgen vorzeitig abgesetzt.

## Übersicht

### Erster Auftritt von Fitz
Fitz ist ein Antiheld. Er betrügt seine Frau, ist Alkoholiker, Kettenraucher, spielsüchtig, übergewichtig, zynisch und sarkastisch, zuweilen sogar misanthropisch. Schon bei seinem allerersten Auftritt in der ersten Episode The Mad Woman in the Attic bekommen die Fernsehzuschauer eine Ahnung vom widersprüchlichen Innenleben des Psychologen. Er verliert beim Wetten all sein Geld, betrinkt sich und soll in diesem Zustand im Rahmen einer Gastdozentur an der Universität eine Vorlesung halten. Während der „Vorlesung“ doziert er nicht, sondern bewirft die Psychologiestudenten mit den Werken von Descartes, Sigmund Freud und Carl Gustav Jung und beschimpft sie anscheinend grundlos, bevor er mit den Worten „end of lecture“ den Hörsaal verlässt. Er kehrt allerdings sofort zum Rednerpult zurück, ist nun wie verwandelt und doziert schließlich – völlig nüchtern – über die Moral und über Ethik.
Andererseits ist Fitz klug, mitfühlend, empathisch, sensibel und witzig. Um sich in die Köpfe der Kriminellen „hineinzudenken“, lässt er seine eigenen Laster stets beiseite und schafft es, die eigenen Probleme komplett auszublenden. Seine Patienten, die ihn in seiner Praxis aufsuchen, langweilen ihn. Wirklich „gefesselt“ ist er nur von den Fällen, die er schließlich für die Mordkommission bearbeitet.

### Handlungsablauf der Serie und erzählerischer Spannungsbogen
In den ersten neun Doppelfolgen werden „Typen“ mit völlig verschiedener Persönlichkeit dargestellt, deren Verbrechen bzw. ihr Motiv, warum sie töten, ein Spiegel ihrer komplexen, gestörten Psyche ist. Sexuelle Obsessionen, religiöser Fanatismus, unterdrückte Homosexualität, Hass auf Frauen oder Rassismus sind einige Motive der Täter. Aber nicht nur das Seelenleben der Mörder wird in der Serie erzählt, auch die Entwicklungen der an ihrem Beruf psychisch zerbrechenden Polizisten (die von Fitz ebenfalls analysiert werden) und die Entwicklung von Fitz’ Frau Judith und seines Sohnes Mark nehmen einen großen und wichtigen Raum im Handlungsablauf ein. Es gibt in der Serie praktisch drei Handlungsstränge: den jeweils aktuellen Fall, das Verhältnis der Polizisten zueinander und zu ihrem Beruf und die Entwicklung der Familie Fitzgerald. In den späteren Folgen werden die Polizisten schließlich selbst zu Tätern und zu Opfern; Judith und Mark werden mehrmals von Fitz’ „Fällen“ bedroht; er selbst gerät immer tiefer in den Bann seiner Arbeit als „Profiler“, aus dem ihn nur der Beinahtod seines Sohnes Mark retten kann. Da nach dem Ende der neunten Episode True Romance 1995 die Serie eigentlich eingestellt werden sollte, wird in der letzten Szene von True Romance ein „open ending“ dargestellt, das viel Raum für Spekulationen lässt. Fitz und Judith sind getrennt und doch unauflöslich miteinander verbunden. Mark weiß nicht, wie seine eigene Zukunft und die Zukunft der Familie wird. Jane Penhaligon muss sich entscheiden, ob sie ihren Beruf aufgeben soll oder ob sie – nach allen Schmerzen, die auch ihr zugefügt wurden – weiterhin als Polizistin arbeiten kann, was allerdings ihren baldigen psychischen Untergang bedeuten würde. Und auch D.C.I. Wise steht vor der Entscheidung, auf Kosten seines Seelenfriedens entweder einen neuen Mitarbeiterstab aufzubauen oder das Morddezernat zu verlassen, um in Liverpool wieder Kleinkriminelle zu verhaften.

## Explizite filmische Darstellung der Verbrechen
Obgleich die Serie sehr gute Einschaltquoten erzielte, über literarisch hochwertige Drehbücher verfügte und schauspielerische Leistungen in höchster künstlerischer Vollendung („strongest artistic perfection“) aufwies (selbst die kleinsten Nebenrollen waren mit exzellenten Schauspielern besetzt), erfuhr der Sender ITV nach Ausstrahlung jeder Episode dennoch eine „Masse“ an empörten und entsetzten Reaktionen vieler Zuschauer. Im britischen Fernsehen noch nie zuvor so explizit gezeigte, bis ins kleinste Detail gehende und ultrarealistische Darstellungen von Gewalt und Mord verstörten einen Teil des Publikums derart, dass der Sender ITV nach Ausstrahlung der fünften Episode The Big Crunch – in der eine minutenlang dauernde Folterszene gezeigt wird – die Serie beinahe einstellen musste. Dazu kam es allerdings nicht. Der Rest der Serie durfte ebenfalls – und unzensiert – gezeigt werden, allerdings musste sich ITV verpflichten, den Sendetermin auf nach 23.00 Uhr zu verlegen.
Der Journalist Tim Schleider schreibt in seiner Rezension über die vierte Episode: „Obwohl es sich um eine Mordszene handelt, die an Abscheulichkeit eigentlich nicht mehr zu überbieten ist, sitzt man dennoch wie gebannt vor dem Fernsehapparat. Robert Carlyle und Christopher Eccleston treiben die schauspielerische Kunst derart auf die Spitze, daß man sich die Szene wieder und wieder ansehen könnte – wie ein Gemälde an der Wand.“

## Episoden
→ siehe Episodenliste

## Hauptdarsteller
- Dr. Edward Fitzgerald (Fitz) – Robbie Coltrane
- Judith Fitzgerald – Barbara Flynn
- Mark Fitzgerald – Kieran O’Brien
- D.C.I. David Bilborough – Christopher Eccleston
- D.C.I. Charles Wise – Ricky Tomlinson
- D.S. Jane Penhaligon – Geraldine Somerville
- D.S. Jimmy Beck – Lorcan Cranitch

## DVD-Veröffentlichungen
- Für alle Fälle Fitz: Erste Staffel, Episoden 1–7 (1993), Koch Media, FSK: ab 16 Jahren
- Für alle Fälle Fitz: Zweite Staffel, Episoden 8–16 (1994), Koch Media, FSK: ab 16 Jahren
- Für alle Fälle Fitz: Dritte Staffel, Episoden 17–23 (1995), Koch Media, FSK: ab 16 Jahren
- Für alle Fälle Fitz: Vierte Staffel, Episoden 24–25 (1996/2006), Koch Media, FSK: ab 16 Jahren

## Bücher zur Serie
- Jim Mortimore: Mord ohne Erinnerung. Goldmann, München 1997, ISBN 3-442-43827-6.
- Molly Brown: Mörderische Liebe. Goldmann, München 1997, ISBN 3-442-43868-3.
- Liz Holliday: Tod eines Knaben. Goldmann, München 1998, ISBN 3-442-43869-1.

## Soundtrack
- Für alle Fälle Fitz : original TV-Soundtrack. Colosseum-Schallplatten, Nürnberg 1998

## Belege
1. ↑  https://treffpunkt-kritik.de/pages/specials/special-cracker--fuer-alle-faelle-fitz.php
2. ↑  TV Times, 2. Dezember 1994
3. ↑  TV Times, 2. Dezember 1994
4. 1 2  The Guardian, 14. März 1995
5. ↑  Stuttgarter Zeitung, 5. Februar 1996.